# Joaquim Duarte Silva
Joaquim Duarte Silva (Ribeira Grande (Santo Antão), Cabo Verde, 11 de outubro de 1873 — Lisboa, 1 de fevereiro de 1956) foi um oficial do Exército Português, jornalista e historiador que se distinguiu no campo da literatura colonial. Foi um importante colaborador da Colecção Pelo Império.

## Biografia
Assentou praça como cadete do Exército Português em 1890. Ligado às forças coloniais, fez a maior parte da sua carreira em Angola e Cabo Verde, tendo-se reformado em 1925 com o posto de tenente-coronel.
Em Cabo Verde foi administrador do concelho da Praia em 1912. Como jornalista a sua carreira intensificou-se a partir da proclamação da República em Portugal e continuou até à sua morte. Depois de reformado retirou-se para Lisboa onde foi durante sete anos (1931-1938) redactor em Lisboa do jornal mindelense Notícias de Cabo Verde.
Após deixar a função de redator, manteve no  Notícias de Cabo Verde a sua coluna "Cartas de Lisboa" até ao anno em que faleceu.
Como historiador foi essencialmente um biógrafo de figuras ligadas à África portuguesa, especialmente ao arquipélago de Cabo Verde. Foi um dos promotores da Exposição Histórica da Ocupação realizada em Lisboa em 1937.

## Obras publicadas
Para além de volumosa colaboração em periódicos de Cabo Verde e de Lisboa, é autor das seguintes monografias:
- Pedro Alexandrino da Cunha : escôrço biográfico. Lisboa : Agência Geral das Colónias, 1939.
- Artur de Paiva. Lisboa : Ediotrial Cosmos, 1930.
- Doutor José Pereira do Nascimento : médico naval pioneiro da ocupação científica de Angola : apontamentos para uma biografia . Lisboa : Agência Geral das Colónias, 1939.
- Figueiredo de Barros. Lisboa : Cosmos, 1936.
- General Padrel. Lisboa : Cosmos, 1930.
- Honorário Pereira Barreto : notas para uma biografia . Lisboa : Agência Geral das Colónias, 1939.
- Efemérides do império colonial português. Lisboa : Ag.Geral das Colónias, 1940.
- Francisco Newton : apontamentos para uma biografia. Lisboa : Ag. Geral das Colónias, 1940.
- Nótulas à margem da história militar colonial. Lisboa : Ag. Geral das Colónias, 1940.
- Cristiano José de Sena Barcelos. Lisboa : Ag. Geral das Colónias, 1947.
- João António Cardoso Júnior . Lisboa : Agência Geral das Colónias, 1941.